# Hellen Obiri
Hellen Onsando Obiri (Kisii, 13 de diciembre de 1989) es una deportista keniana que compite en atletismo, especialista en las carreras de mediofondo, fondo, maratón y campo a través.
Participó en tres Juegos Olímpicos de Verano, obteniendo tres medallas, plata en Río de Janeiro 2016 (5000 m), plata en Tokio 2020 (5000 m) y bronce en París 2024 (maratón), y el octavo lugar en Londres 2012, en los 1500 m.
Ganó cuatro medallas en el Campeonato Mundial de Atletismo entre los años 2013 y 2022, y dos medallas en el Campeonato Mundial de Atletismo en Pista Cubierta, en los años 2012 y 2014.
En la modalidad de campo a través, obtuvo dos medallas en el Campeonato Mundial de Campo a Través de 2019, oro en la prueba individual y plata por equipo.
Obtuvo la victoria en la Maratón de Boston de 2023 y 2024 y en la Maratón de Nueva York de 2023.

## Palmarés internacional
| Juegos Olímpicos                     | Juegos Olímpicos        | Juegos Olímpicos  | Juegos Olímpicos |
| Año                                  | Lugar                   | Medalla           | Prueba           |
| ------------------------------------ | ----------------------- | ----------------- | ---------------- |
| 2016                                 | Río de Janeiro (Brasil) | Medalla de plata  | 5000 m           |
| 2020                                 | Tokio (Japón)           | Medalla de plata  | 5000 m           |
| 2024                                 | París (Francia)         | Medalla de bronce | Maratón          |
| Campeonato Mundial                   |                         |                   |                  |
| Año                                  | Lugar                   | Medalla           | Prueba           |
| 2013                                 | Moscú (Rusia)           | Medalla de bronce | 1500 m           |
| 2017                                 | Londres (Reino Unido)   | Medalla de oro    | 5000 m           |
| 2019                                 | Doha (Catar)            | Medalla de oro    | 5000 m           |
| 2022                                 | Eugene (Estados Unidos) | Medalla de plata  | 10 000 m         |
| Campeonato Mundial en Pista Cubierta |                         |                   |                  |
| Año                                  | Lugar                   | Medalla           | Prueba           |
| 2012                                 | Estambul (Turquía)      | Medalla de oro    | 3000 m           |
| 2014                                 | Sopot (Polonia)         | Medalla de plata  | 3000 m           |

| Campeonato Mundial | Campeonato Mundial | Campeonato Mundial | Campeonato Mundial |
| Año                | Lugar              | Medalla            | Prueba             |
| ------------------ | ------------------ | ------------------ | ------------------ |
| 2019               | Aarhus (Dinamarca) | Medalla de oro     | Individual         |
| 2019               | Aarhus (Dinamarca) | Medalla de plata   | Equipo             |